# Saint-Pierre-des-Landes
Saint-Pierre-des-Landes é uma comuna francesa na região administrativa da Pays de la Loire, no departamento de Mayenne. Estende-se por uma área de 40,9 km². Em 2010 a comuna tinha 942 habitantes (densidade: 23 hab./km²).